# Kentucky Gambler
«Kentucky Gambler» es una canción de Merle Haggard and the Strangers. Fue publicada en octubre de 1974 como sencillo principal de su décimo octavo álbum de estudio, Keep Movin' On.

## Recepción de la crítica
Un escritor no especificado de la revista Cash Box elogió el “distintivo estilo vocal” de Merle Haggard.

## Rendimiento comercial
En Estados Unidos, «Kentucky Gambler» debutó en el puesto número 84 de la lista Hot Country Singles de la revista Billboard durante la semana que terminó el 9 de noviembre de 1974, donde se desempeñó como el tercer debut más alto de la edición. Después de escalar de manera constante la lista durante once semanas consecutivas, encabezó la lista el 18 de enero de 1975, donde desplazó la canción de Billy “Crash” Craddock, «Ruby Baby», de la posición más alta. «Kentucky Gambler» salió de la lista Hot Country Singles el 15 de febrero en la posición número 85; en total, pasó quince semanas consecutivas entre los rankings de la lista.
Fuera del país natal de Haggard, el sencillo tuvo un éxito comercial similar. En Canadá, «Kentucky Gambler» debutó en el puesto número 46 de la lista RPM Country Playlist durante la semana que terminó el 28 de diciembre de 1974, donde se desempeñó como el cuarto debut más alto de la edición. En su sexta semana en la lista, «Kentucky Gambler» alcanzó el número uno que anteriormente ocupaba la canción «Big Red Jimmy» de Jerry Warren. El sencillo salió de la lista Country Playlist el 1 de marzo de 1975 en la posición número 26; en total, pasó nueve semanas consecutivas entre los rankings de la lista.

## Lista de canciones
7-inch single – Capitol 3974
1. «Kentucky Gambler» – 2:40
2. «I've Got a Darlin' (For a Wife)» – 2:44

## Posicionamiento
| Gráfica (1975)                                 | Pico de posición |
| ---------------------------------------------- | ---------------- |
| Canadá (RPM Country Playlist)                  | 1                |
| Estados Unidos (Billboard Hot Country Singles) | 1                |
| Estados Unidos (Cash Box Country Top 75)       | 1                |